# کریس بندر (تهیه‌کننده)
کریس بندر (انگلیسی: Chris Bender؛ زادهٔ ۱۹۷۱) یک تهیه‌کننده سینما اهل کشور آمریکا است.

## تهیه‌کننده
| سال     | فیلم                     | نقش                   | توضیحات          |
| ------- | ------------------------ | --------------------- | ---------------- |
| ۱۹۹۹    | پای آمریکایی             | شرکت تولید کننده      |                  |
| ۲۰۰۰    | مقصد نهایی               | دستیار تهیه‌کننده      |                  |
| ۲۰۰۱    | گربه‌ها و سگ‌ها            | مدیر اجرایی           |                  |
| ۲۰۰۱    | پای آمریکایی ۲           | شرکت تولید کننده      |                  |
| ۲۰۰۲    | Cheats                   | تهیه‌کننده             |                  |
| ۲۰۰۳    | عروسی آمریکایی           | تهیه‌کننده             |                  |
| ۲۰۰۳    | Blind Horizon            | co-executive producer |                  |
| ۲۰۰۴    | اثر پروانه‌ای             | تهیه‌کننده             |                  |
| ۲۰۰۵    | حلقه دو                  | co-executive producer |                  |
| ۲۰۰۵    | مادرشوهر هیولا           | تهیه‌کننده             |                  |
| ۲۰۰۵    | سابقه خشونت              | تهیه‌کننده             |                  |
| ۲۰۰۵    | Red Eye                  | تهیه‌کننده             |                  |
| ۲۰۰۵    | Just Friends             | تهیه‌کننده             |                  |
| ۲۰۰۶-۰۹ | کایل ایکس‌وای             | مدیر اجرایی           | مجموعه تلویزیونی |
| ۲۰۰۹    | خماری                    | مدیر اجرایی           |                  |
| ۲۰۱۰    | Leap Year                | تهیه‌کننده             |                  |
| ۲۰۱۱    | من شماره چهار هستم       | مدیر اجرایی           |                  |
| ۲۰۱۱    | آرتور                    | تهیه‌کننده             |                  |
| ۲۰۱۱    | خماری: قسمت دوم          | مدیر اجرایی           |                  |
| ۲۰۱۳    | برت وانداستون باورنکردنی | تهیه‌کننده             |                  |
| ۲۰۱۳    | خماری: قسمت سوم          | مدیر اجرایی           |                  |
| ۲۰۱۳    | ما میلرها هستیم          | تهیه‌کننده             |                  |
| ۲۰۱۴    | Zombeavers               | تهیه‌کننده             |                  |
| ۲۰۱۵    | تعطیلات                  | تهیه‌کننده             |                  |
| ۲۰۱۶    | جرم                      | تهیه‌کننده             |                  |